# Palacio de Lienes

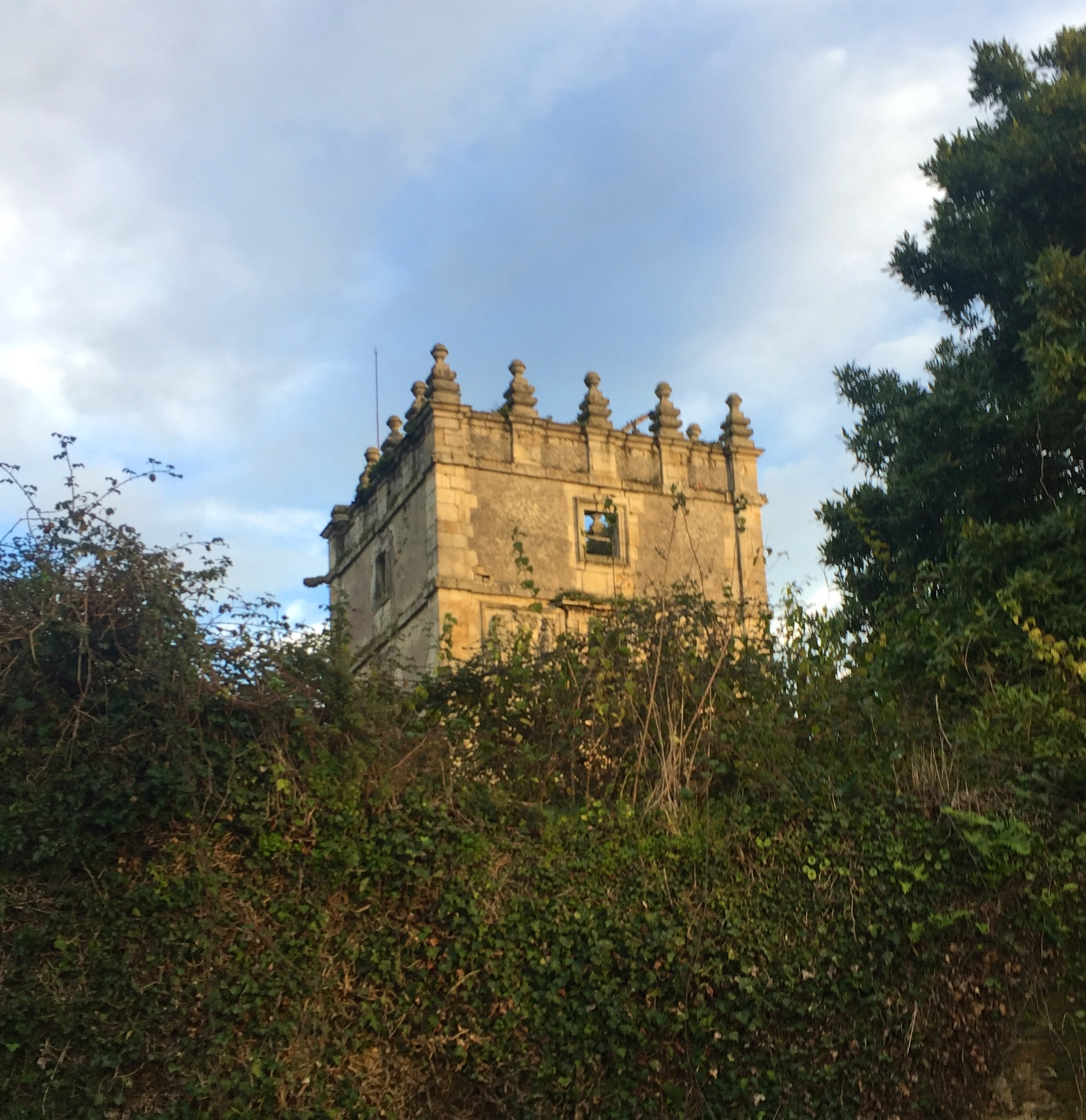
Torre del palacio

El palacio de Lienes, situado en Armental, en el concejo de Navia (Asturias, España) es una construcción palacial originaria del siglo XVI, que ha sido modificada en varias ocasiones.
La construcción de mayor interés es la torre de sección cuadrada, dividida en cuatro alturas y rematada por un friso con bolas.
La fábrica es de mampostería con sillares en las esquinas. La ornamentación se concentra en las molduras de las ventanas.
En el tercer piso se abre un balcón adintelado. adornado con orejas barrocas y un tomapolvo con ménsulas.
Adosada al palacio hay una capilla.